# اتو فریدریش بولنو

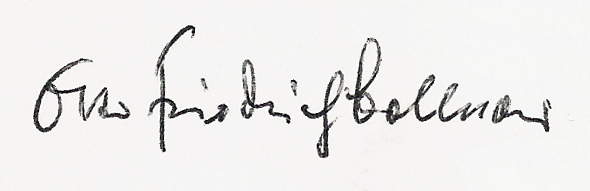
نگاره‌ای از امضای اتو فریدریش بولنو - ۱۹۸۲

اتو فریدریش بولنو (به آلمانی: Otto Friedrich Bollnow) (زادهٔ ۱۴ مارس ۱۹۰۳- مرگ ۷ فوریهٔ ۱۹۹۱) فیلسوف آلمانی بود. او توسعه‌دهندهٔ کار ویلهلم دیلتای بر روی هرمنوتیک بود.

## زندگی
بولنو در شهر اشتتین (امروزه شچچین بخشی از خاک لهستان) به دنیا آمد. پدرش کشیش بود. در گوتینگن ریاضی و فیزیک خواند و در ۱۹۲۵ درجهٔ دکتری را دریافت داشت. سپس چندسالی در همین دانشگاه به تدریس پرداخت و ضمناً به جامعه رزمندگان فرهنگ آلمانی پیوست. در ۱۹۳۹ به دانشگاه گیسن رفت و پس از آن تدریس در دانشگاه‌‌های کیل و ماینتس را تجربه کرد و سرانجام به دانشگاه توبینگن پیوست و تا زمان بازنشستگی در ۱۹۷۰ در همانجا ماند. 